# Clear craze

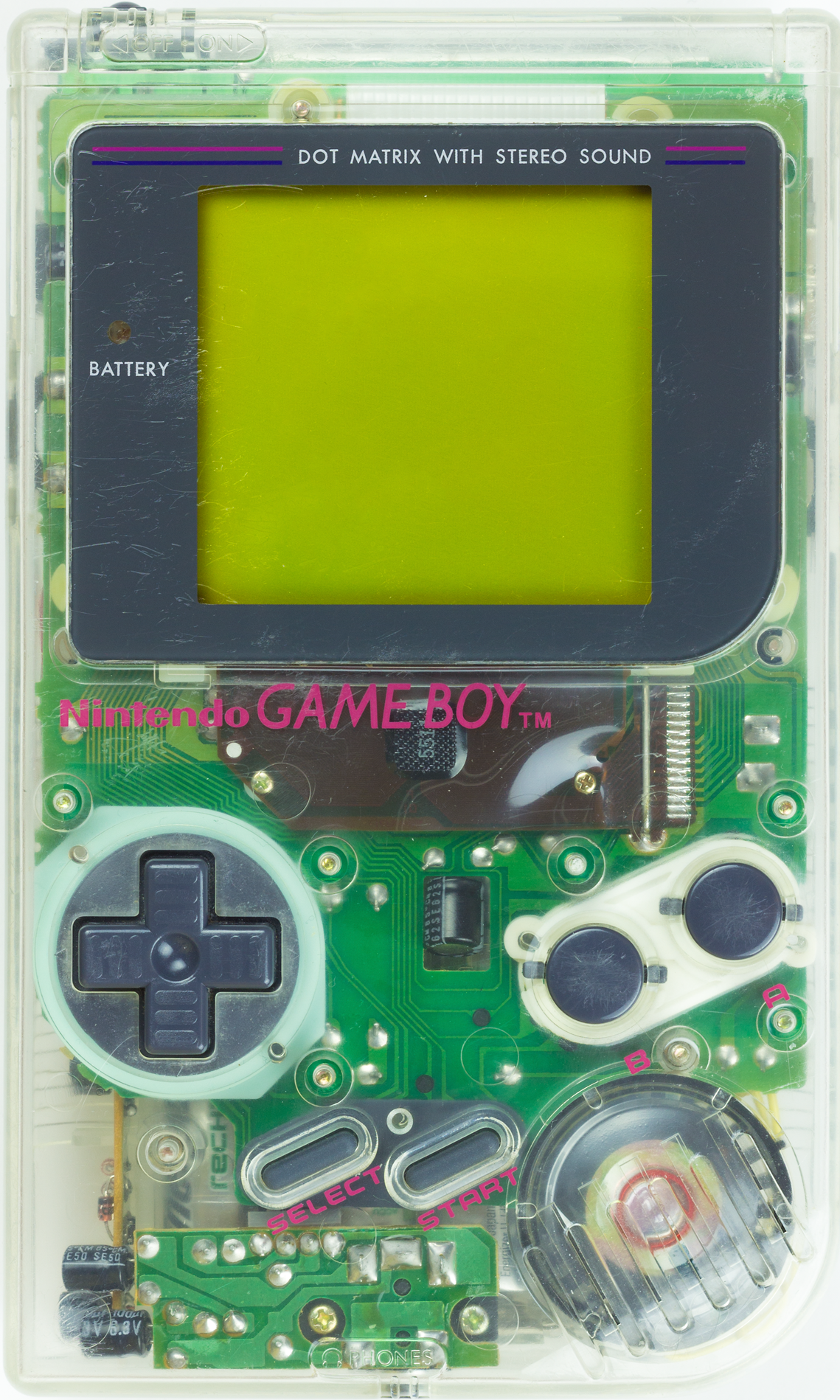
Play It Loud! Nintendo Game Boy, als Beispiel für Clear craze Design

Clear craze (deutsch etwa „Klarheitswahn“) war eine Marketing-Mode in den späten 1980er und 1990er Jahren, die Klarheit mit Reinheit gleichsetzte. Inspiriert von Ivorys „99 und 44/100 Prozent rein“-Kampagne für Badeseife und von energiereduzierten „Light“-Getränken wurden Limonaden in den 1980er und 1990er Jahren so umgestaltet, dass sie frei von künstlichen Farbstoffen waren, wie z. B. die koffeinfreie und konservierungsmittelfreie Crystal Pepsi. Körperpflegeprodukte wurden dann als klare, farbstofffreie Gele auf den Markt gebracht, und viele Elektronikgeräte hatten transparente Gehäuse.

## Geschichte
Seit der Einführung von Plexiglas in den späten 1930er Jahren wurden Geräte mit durchsichtigen Schalen hergestellt, um die elektromechanischen Komponenten im Inneren freizulegen. Auf der New Yorker Weltausstellung von 1939 wurde ein 139er Pontiac Deluxe Six mit einem durchsichtigen Plexiglasgehäuse ausgestellt. Nach einem Höhepunkt in den 1960er und 1970er Jahren kamen Geräte mit durchsichtigen Gehäusen aus der Mode, bis in den späten 1980er Jahren der „Clear Craze“ einsetzte. Nach der Auflösung des Bell-Systems Mitte der 1980er Jahre begann eine Welle von Herstellern, Telefone zu entwickeln, von denen viele transparent waren und blinkende Neonlichter hatten, wenn das Telefon klingelte.
In den 1960er Jahren begann ein Trend zum „leichten“ Bier mit geringerem physiologischem Brennwert. Dann wurde Farbe in der Marketingindustrie als „Werkzeug zur visuellen Überzeugung“ in Bezug auf die Reinheit und das Gesundheitsbewusstsein eines Produkts erkannt. Die Elfenbeinseife wurde mit ihrer klassischen milchigen Lösung und ihrem Slogan „99 und 44/100 Prozent rein“ adaptiert, was ab den 1980er Jahren zu einem „Clear Craze“ führte. Um die Reduzierung des Energiegehalts oder von künstlichen Aromen zu präsentieren, brachten viele Firmen klare Versionen ihrer Produkte heraus. Der Markt für klare Cola wurde am 13. April 1992 von Crystal Pepsi betreten, das keine Konservierungsstoffe und kein Koffein enthielt, obwohl die bestehende Pepsi ebenfalls keine Konservierungsstoffe enthielt und bereits eine koffeinfreie Version erhältlich war. Coca-Cola reagierte bald darauf mit Tab Clear. Im August 1992 kündigte Coors Zima an, ein klares, kohlensäurehaltiges Malzbier, und 1993 brachte Miller Miller Clear heraus, eine klare Variante ihres Biers, die gemischte Kritiken erhielt.
Gillette brachte Versionen seiner bestehenden Deodorants und Rasiercremes in einer klaren Gelform heraus, die auch heute noch verwendet wird.
In den 1990er Jahren setzte sich der klare Trend mit transparenten Uhren, Heftern, Taschenrechnern, Handheld-Spielgeräten wie dem Nintendo Game Boy und Computern wie dem iMac von Apple fort.

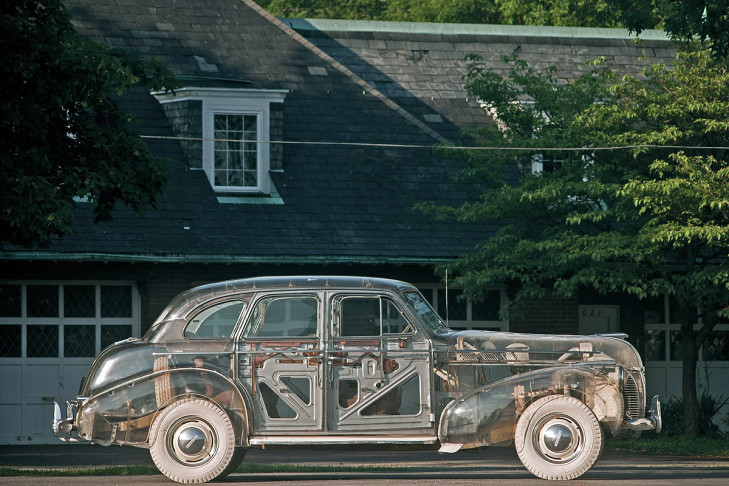
Pontiac Deluxe Six Sedan 1939 Ghost Car
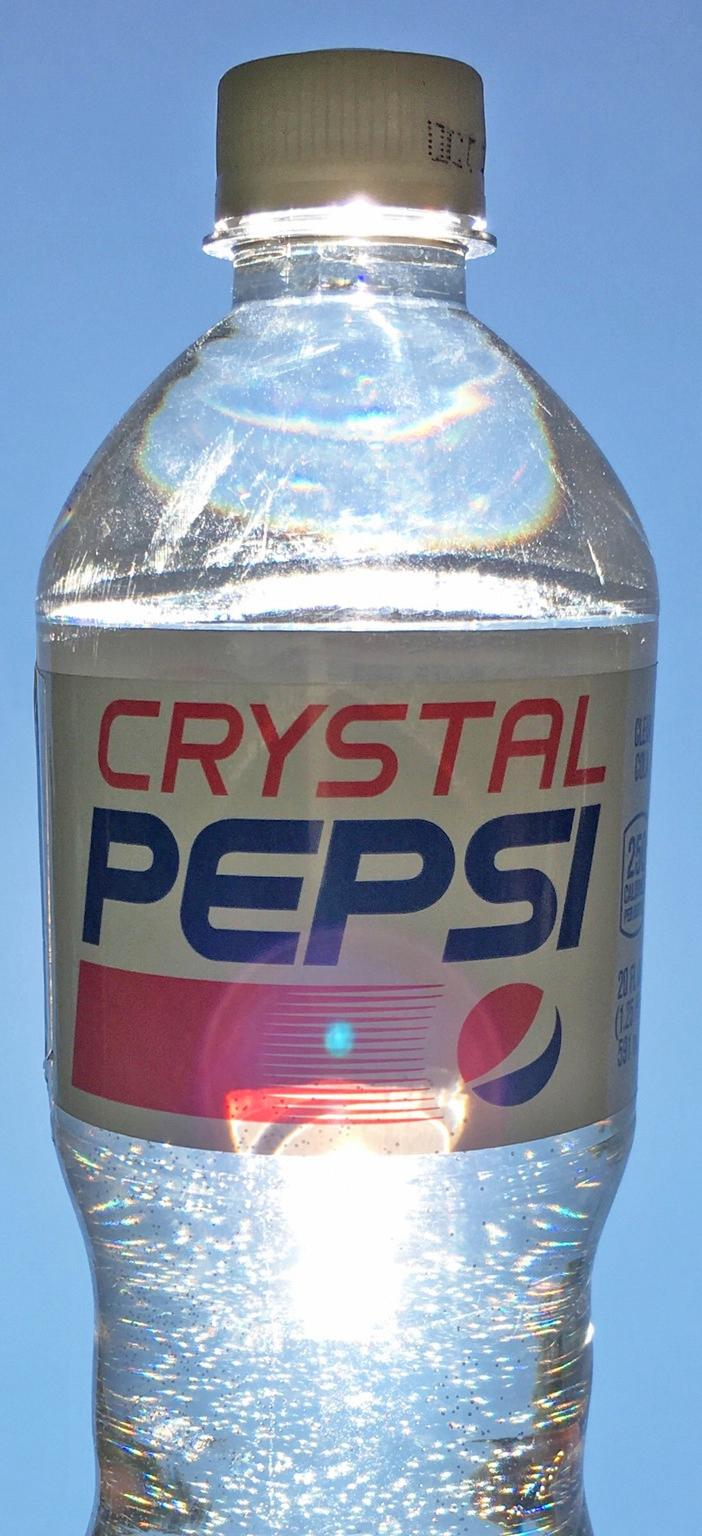
Crystal Pepsi.
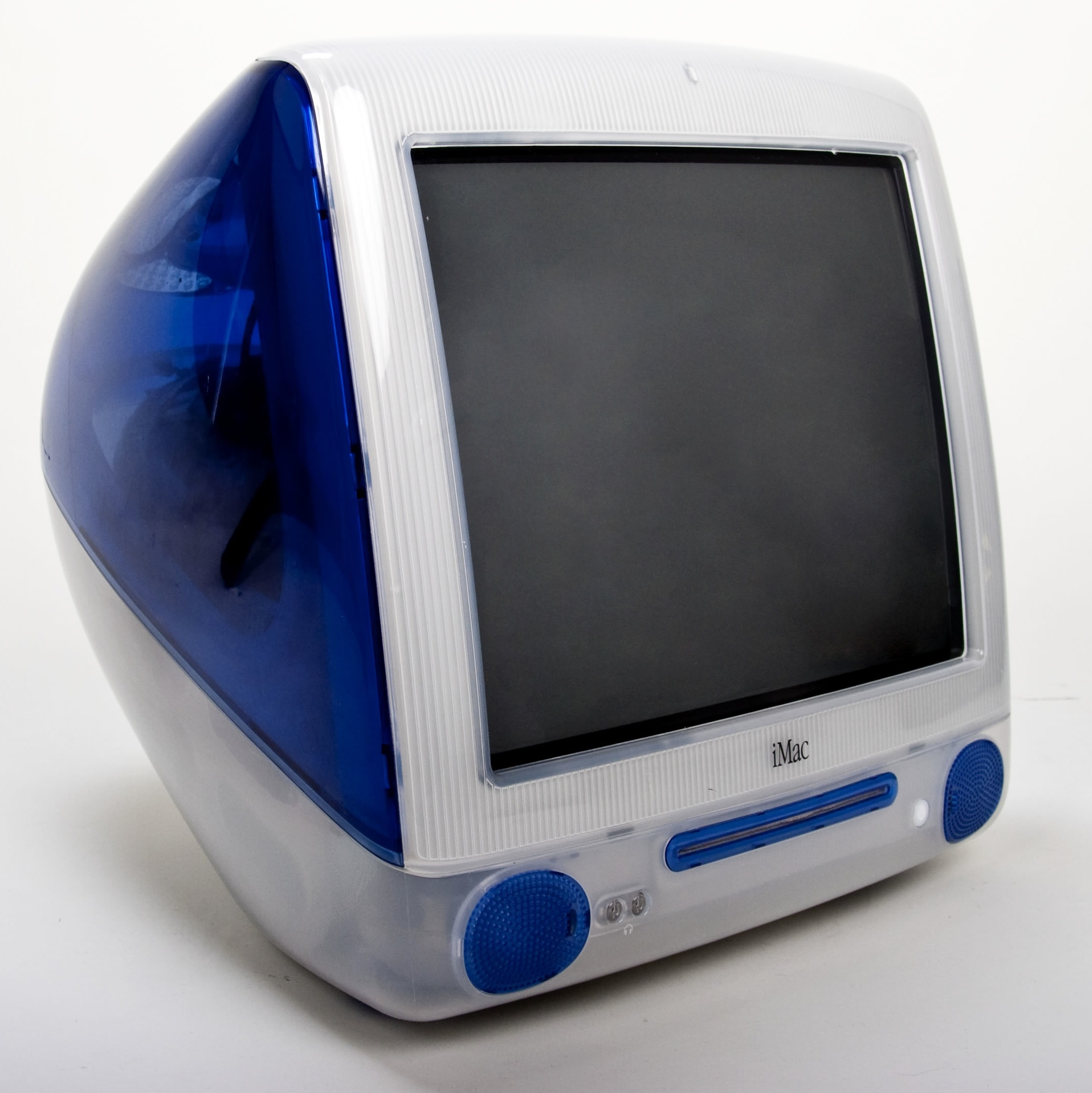
Transparenter indigo iMac G3.
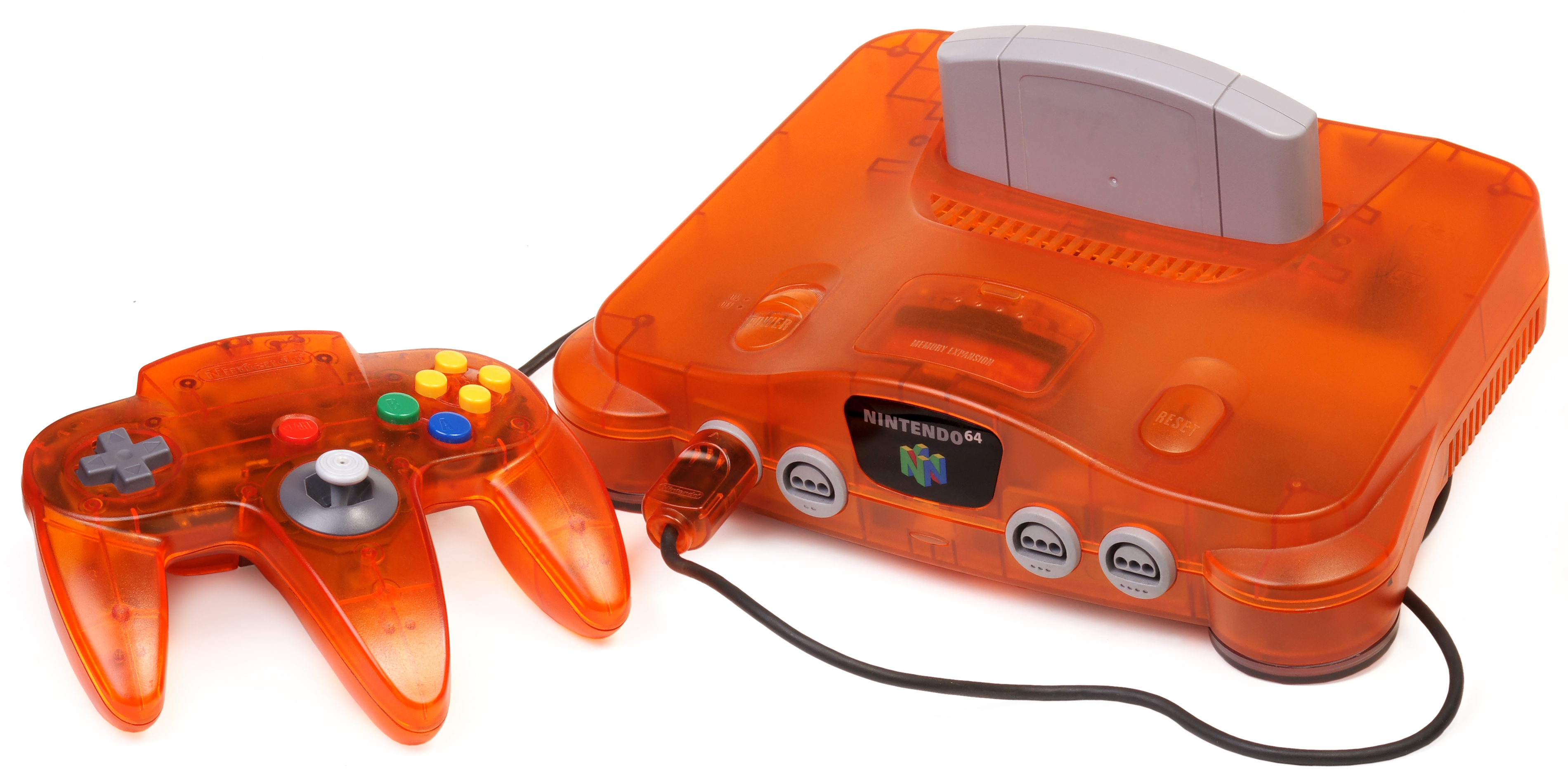
Orange-transparenter Nintendo 64.